# Ганжа, Иван (полковник)

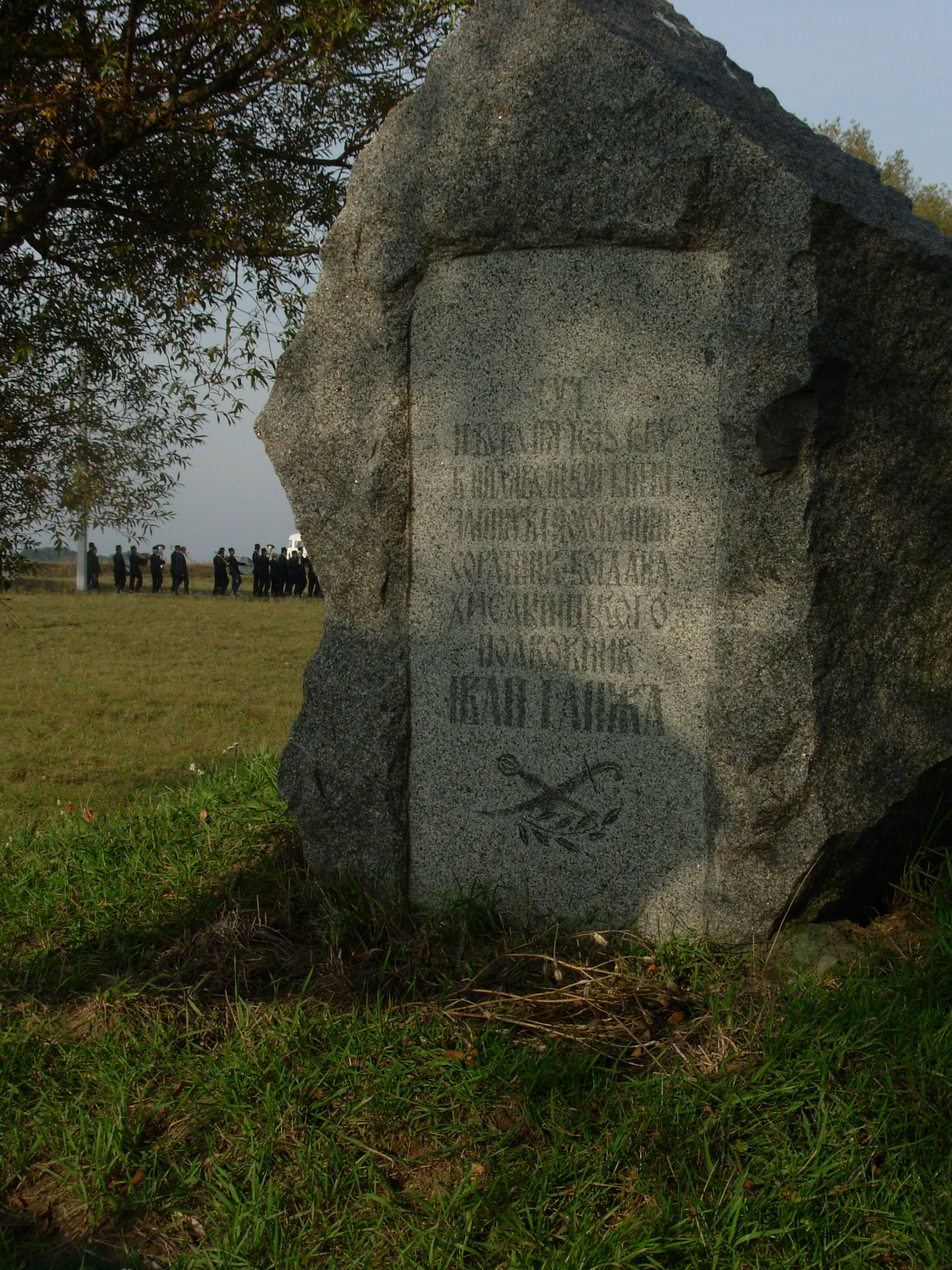
Памятный знак на месте гибели полковника Ивана Ганжи 11 сентября 1648 года около села Пилява Хмельницкой области

Иван Ганжа (ум. 11 сентября 1648) — запорожский казак, уманский полковник, сподвижник Богдана Хмельницкого.

## Биография
Данных о ранних годах жизни Ганжи нет, хотя есть свидетельства о его татарском происхождении. Участник походов на Чёрное море.
В ночь с 23 на 24 апреля (или с 3 на 4 мая) 1648 года перед битвой под Жёлтыми Водами по поручению Богдана Хмельницкого Ганжа убедил 4 тысячи реестровых казаков в Каменном Затоне на Днепре (вблизи нынешнего села Днепровокаменка Верхнеднепровского района Днепропетровской области) присоединиться к казачьей армии.
Участник Корсунского сражения 1648 года. В июне 1648 года в ходе боёв с польскими войсками казачий отряд во главе с Ганжой освободил Умань и Тульчин. Летом того же года назначен уманским полковником.
Погиб в битве под Пилявцами 11 сентября 1648 года во время очередного герца.